# Hosaveedukaval, Nanjangud
Hosaveedukaval là một làng thuộc tehsil Nanjangud, huyện Mysore, bang Karnataka, Ấn Độ.